# Гамалей, Юрий Владимирович
Ю́рий Влади́мирович Гамале́й (15 октября 1939, Ленинград — 18 июля 2015) — российский биолог, физиолог растений, ботаник, доктор биологических наук, профессор, член-корреспондент Российской академии наук, лауреат Премии имени К. А. Тимирязева (2010), обладатель золотой медали «Хубилай-Хан» (АН Монголии).

## Биография
- 1961 г. — закончил Ленинградскую лесотехническую академию по кафедре анатомии и физиологии растений
- 1964 г.—1967 — аспирант кафедры анатомии и физиологии растений
- 1967 г. — научный сотрудник Ботанического института им. В. Л. Комарова РАН
- 1978 г. — защитил докторскую диссертацию
- 1987 г. — руководитель лаборатории экологической физиологии Ботанического института им. В. Л. Комарова РАН
- 1994 г. — избран членом-корреспондентом Российской академии наук по специальности «физиология растений»[1].

Ведущий российский специалист в области анатомии, физиологии, клеточной биологии растений. Главный научный сотрудник Ботанического института им. В. Л. Комарова РАН. Член Научного совета РАН по изучению и охране культурного и природного наследия, член редколлегий нескольких научных журналов («Ботанический журнал» и других). Профессор биолого-почвенного факультета СПбГУ. Автор 5 монографий и 210 научных статей.
Скоропостижно скончался, находясь в отпуске, во время путешествия (в море) 18 июля 2015.
Похоронен на кладбище Пулковской обсерватории рядом с матерью.

## Награды и признание
- 1994 — член-корреспондент Российской академии наук
- 2010 — лауреат премии имени К. А. Тимирязева Российской академии наук за монографию «Транспортная система сосудистых растений»[1].
- Главный научный сотрудник Ботанического института им. В. Л. Комарова РАН, член Учёного совета этого института, зам председателя Спецсовета БИН РАН по физиологии и экологии растений, член Спецсовета ИНЦ РАН по клеточной и молекулярной биологии
- Член Научного совета РАН по изучению и охране культурного и природного наследия
- Член Экспертного совета по биологии и медицине СПбНЦ РАН
- Член Тимирязевского комитета РАН
- Член Европейского и Российского обществ физиологов растений
- Член Русского ботанического общества
- Член редколлегий журналов РАН «Ботанический журнал», «Физиология растений», «Успехи современной биологии»